# 希舍

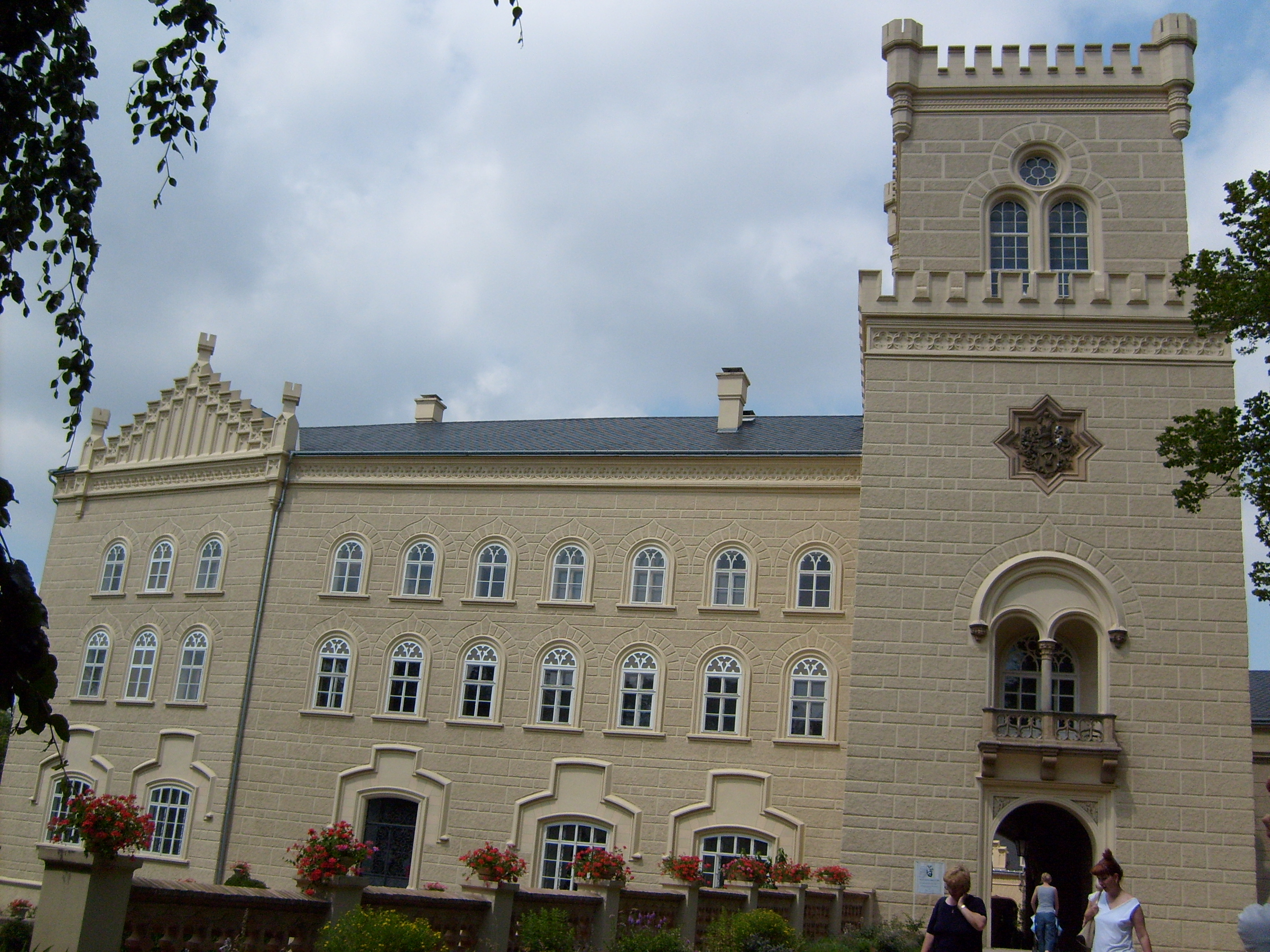

希舍是捷克的城鎮，位於該國西部，距離日盧季采8公里，由卡羅維發利州負責管轄，面積28.62平方公里，海拔高度458米，該鎮在1693年建立修道院，2006年人口574。